# Thomas Strakosha
Thomas Fotaq Strakosha (Atena, 19. ožujka 1995.) albanski nogometaš koji igra na poziciji vratara. Trenutno igra za AEK Atenu. Sin je Fota Strakoshe, koji je 15 godina bio vratar u grčkom nogometu te u albanskoj reprezentaciji. Njegov brat Dhimitri također je nogometaš (igra na poziciji napadača).

## Igračka karijera
Nakon igranja u mlađim momčadima grčkoga Panioniosa između 2011. i 2012., stigao je u talijanski Lazio 2012. i promoviran u glavni sastav odlaskom Argentinca Juana Pabla Carriza u milanski Inter, kao treći vratar momčadi. Lazio ga je 2015. posudio Salernitani. Za taj klub je odigrao 12 utakmica.
Odlaskom sunarodnjaka vratara Etrita Berishe vratio se u Lazio 2016., opet kao treći izbor. Dana 20. rujna 2016. službeno je debitirao kao igrač Lazija nakon 4 godine, u utakmici protiv Milana, zamijenivši ozlijeđenog Federica Marchettija.
Njegov jedini profesionalni naslov bio je Kup Italije u sezoni 2012./13.
Dana 14. srpnja 2022. Strakosha je potpisao trogodišnji ugovor s engleskim Brentfordom.

## Reprezentativna karijera
Nakon što je igrao za mlade reprezentacije Albanije, Thomas Strakosha je prvi put pozvan u seniorsku momčad Albanije u kolovozu 2016., u utakmicama protiv Maroka i Makedonije.